# محمول (منطق)
المحمول (رمزه ب) هو الأمر في الذهن. وعند البيانيين يسمى المسند وعند النحاة الخبر. ففي «قولك الإنسان حيوان ناطق» فالموضوع هو الإنسان والحيوان الناطق محمول على ذات الإنسان.